# Indohya beieri
Indohya beieri es una especie de arácnido del orden Pseudoscorpionida de la familia Hyidae.

## Distribución geográfica
Se encuentra en el oeste de Australia.